# Séisme de 1667 à Shamakhi
Le séisme de 1667 à Shamakhi est un séisme survenu le 25 novembre 1667 avec un épicentre près de la ville de Shamakhi, en Azerbaïdjan (alors partie de l'Iran safavide). Il avait une magnitude estimée des ondes de surface de 6,9 et une intensité ressentie maximale de X (désastreuse) sur l'échelle d'intensité de Mercalli. On estime que 80 000 personnes sont mortes.